# Leptophatnus ulugurus
Leptophatnus ulugurus är en stekelart som beskrevs av Heinrich 1967. Leptophatnus ulugurus ingår i släktet Leptophatnus och familjen brokparasitsteklar. Inga underarter finns listade i Catalogue of Life.